# Cornwall (Ontario)
Cornwall è una città del Canada, capoluogo delle contee unite di Stormont, Dundas e Glengarry, nella provincia dell'Ontario.